# 呂号第二十六潜水艦
|          |                                                                                 |
| 艦歴     |                                                                                 |
| 計画     | 大正7年度計画                                                                   |
| 起工     | 1921年3月10日                                                                   |
| 進水     | 1921年10月18日                                                                  |
| 就役     | 1923年1月25日                                                                   |
| 除籍     | 1940年4月1日                                                                    |
| その後   | 1940年4月1日廃潜第6号と仮称、潜水学校に繋留し練習艦として使用 1948年4月解体完了 |
| 性能諸元 |                                                                                 |
| 排水量   | 基準：770トン 水中：1,080トン                                                   |
| 全長     | 74.2m                                                                           |
| 全幅     | 6.1m                                                                            |
| 吃水     | 3.7m                                                                            |
| 機関     | ズルツァー式2号ディーゼル2基 電動機、2軸 水上：2,600馬力 水中：1,200馬力        |
| 速力     | 水上：17kt 水中：9kt                                                            |
| 航続距離 | 水上：10ktで6,000海里 水中：4ktで85海里                                         |
| 燃料     | 重油                                                                            |
| 乗員     | 45名                                                                            |
| 兵装     | 28口径8cm高角砲1門 7.7mm機銃1挺 53cm魚雷発射管 艦首4門                          |
| 備考     | 安全潜航深度：45.7m                                                             |

呂号第二十六潜水艦（ろごうだいにじゅうろくせんすいかん）は、日本海軍の潜水艦。呂二十六型潜水艦（海中4型）の1番艦。竣工時の艦名は第四十五潜水艦。

## 艦歴
1921年（大正10年）3月10日、佐世保海軍工廠で起工。同年10月18日進水。1923年（大正12年）1月25日竣工。竣工時の艦名は第四十五潜水艦、二等潜水艦に類別。1924年（大正13年）11月1日、呂号第二十六潜水艦に改称。1938年（昭和13年）6月1日、艦型名を呂二十六型に改正。1940年（昭和15年）4月1日に除籍され、廃潜第6号と仮称、海軍潜水学校に繋留し練習艦として使用。1947年（昭和22年）から解体を開始し1948年（昭和23年）4月に完了した。
今までの海中型を改善したものだが、スルザー機関の不調により速力が低下し、日本海軍は艦隊随伴型の潜水艦を中型で実現するのは困難と判断し、大型潜水艦の海大型開発に重点を置くようになった。

## 歴代艦長
※艦長等は『日本海軍史』第9巻・第10巻の「将官履歴」及び『官報』に基づく。

### 艤装員長
- （心得）箕輪中五 大尉：1921年11月20日[7] - 1922年4月20日[8]

### 艦長
- （心得）箕輪中五 大尉：1922年4月20日[8] - 1923年12月1日[9]
- 箕輪中五 少佐：1923年12月1日[9] - 1924年12月1日[10]
- 三輪茂義 少佐：1924年12月1日 - 1925年7月21日
- 原田覚 大尉：1925年12月1日 - 1926年12月1日
- 佐藤勉 少佐：1926年12月1日 - 1927年12月1日
- 奥島章三郎 大尉：1927年12月1日[11] - 1928年12月10日[12]
- 中岡信喜 大尉：1928年12月10日 - 1929年3月15日
- 深谷惣吉 大尉：1929年3月15日 - 1930年4月1日
- （兼）浜野元一 大尉：1930年4月1日[13] - 11月15日[14]
- 深谷惣吉 大尉：1930年11月15日 - 1931年3月1日
- 岩上英寿 少佐：1931年3月1日 - 1932年2月15日
- 後藤汎 大尉：1932年2月15日[15] - 1932年12月1日[16]
- 前島寿英 少佐：1932年12月1日 - 1933年10月20日
- 石川信雄 大尉：1933年10月20日[17] - 1935年2月28日[18]
- 佐野孝夫 少佐：1935年2月28日[18] - 1935年11月15日[19]
- 堀武雄 少佐：1935年11月15日[19] - 1936年11月2日[20]
- （兼）横田稔 少佐：1936年11月2日[20] - 1936年12月1日[21]